# U.S. Route 64
Pour les articles homonymes, voir Route 64.
La U.S. Route 64 (US 64) est une US Route ouest–est parcourant 2 326 miles (3 743 km) depuis le sud-ouest de Four Corners, à Teec Nos Pos, Arizona jusqu'à Nags Head dans l'est de la Caroline du Nord. Le terminus ouest est à l'intersection avec la US 160 à Teec Nos Pos, Arizona et son terminus est est à la jonction avec la US 158 et la NC 12 à Whalebone Junction, Caroline du Nord. Les villes importantes sur son tracé incluent Tulsa, Oklahoma, Conway, Arkansas, Memphis et Chattanooga, Tennessee ainsi que Raleigh et Rocky Mount, Caroline du Nord.

## Description du tracé
|       | mi       | km       |
| ----- | -------- | -------- |
| AZ    | 4,16     | 6,69     |
| NM    | 429,91   | 691,88   |
| OK    | 591,17   | 951,40   |
| AR    | 246,35   | 396,46   |
| TN    | 404,10   | 650,30   |
| NC    | 604,00   | 972,00   |
| Total | 2 326,00 | 3 668,73 |

### Arizona
Le terminus ouest de la US 64 est à Teec Nos Pos, à l'intersection avec la US 160. À partir de là, elle se dirige vers le sud-est sur environ 4,16 miles (6,69 km), jusqu'à la frontière avec le Nouveau-Mexique.

### Nouveau-Mexique
Au Nouveau-Mexique, la US 64 passe par Farmington, Taos, Angel Fire, Eagle Nest, Cimarron et Raton. Alors qu'elle passe par Raton, elle est en multiplex avec la US 87. Elle continue jusqu'à Clayton, où le multiplex avec la US 87 prend fin et est remplacé par un autre multiplex avec la US 56 et la US 412. Les trois routes forment un multiplex jusqu'en Oklahoma.
Bien que la US 64 n'entre techniquement pas au Texas, la frontière entre le Nouveau-Mexique et le Texas atteint l'accotement de la US 64 à l'extérieur de Clayton.

### Oklahoma
La route entre dans le Panhandle de l'Oklahoma en multiplex avec la US 56 et la US 412. Une quatrième route, la US 385, se joint au multiplex au sud-ouest de Boise City. Dans la ville, la US 385 se sépare du multiplex alors que les autres routes poursuivent vers l'est. Peu après, la US 56 quitte aussi le multiplex. La US 64 / US 412 continuent leur trajet vers Guymon.
À Guymon, la route bifurque vers le nord-est en multiplex avec la US 54 jusqu'à Hooker. La US 64 bifurque vers l'est et atteint Turpin. Elle forme un court multiplex avec la US 83 et un autre avec la US 270. Ving miles (32 km) plus à l'est, les routes se séparent et la US 64 se dirige seule vers l'est en passant par Rosston, Buffalo et Alva.
Près de Pond Creek, la US 64 bifurque vers le sud et est rejointe par la US 60 et la US 81. À Enid, la US 64 retrouve la US 412 pour former un multiplex avec celle-ci vers l'est. Les routes demeurent en multiplex jusqu'à la jonction avec l'I-35, où la US 64 se dirige en multiplex avec celle-ci vers le sud. Le multiplex prend fin à Perry alors que la US 64 poursuit vers l'est en passant par Morrison, Pawnee et Cleveland. Au sud-est de Cleveland, elle rejoint à nouveau la US 412 vers Tulsa.
Au centre-ville de Tulsa, la route quitte la US 412 et emprunte d'abord l'I-244 puis la US 75 sur de courtes distances avant de quitter la ville vers le sud-est. Alors qu'elle atteint la US 169, la US 64 bifurque vers le sud en multiplex avec cette route jusqu'à ce que celle-ci prenne fin à Broken Arrow. La route passe par Bixby et Haskell et, lorsqu'elle rencontre la US 62, bifurque vers l'est avec cette dernière jusqu'à Muskogee. Au sud de la ville, la US 64 se dirige dans cette direction jusqu'à Warner, où elle bifurque vers l'est et longe l'I-40. Elle passe par Gore, Sallisaw et Muldrow avant d'atteindre la frontière avec l'Arkansas à West Fort Smith.

### Arkansas
La route entre en Arkansas à Fort Smith et traverse la rivière Arkansas. Elle continue de longer l'I-40 alors qu'elle passe par Clarksville, Russellville et Conway, où les routes cessent de se suivre. La US 64 forme un multiplex avec la US 67 et la US 167 (Future I-57) près de Searcy avant de passer par une zone plus rurale de l'est de l'Arkansas. La US 64 se dirige ensuite vers l'est en passant par Marion et West Memphis, où elle rencontre l'I-40 et l'I-55. Elle forme un multiplex avec cette dernière pour traverser le fleuve Mississippi, frontière avec le Tennessee.

### Tennessee
La US 64 entre au Tennessee dans la ville de Memphis. Elle emprunte plusieurs rues de Memphis en multiplex avec la US 79. Au nord-est de Memphis, le multiplex avec la US 79 prend fin et la US 64 se poursuit vers l'est. Elle passe par Oakland, Somerville, Bolivar, Selmer, Savannah, Waynesboro, Pulaski, Fayetteville et Winchester. À l'est de cette ville, elle croise l'I-24 et forme un multiplex avec celle-ci vers le sud-est. Le multiplex prend fin à Kimball alors que l'I-24 / US 64 rencontre la US 72. Les routes forment un multiplex et, à Jasper, la US 41 se joint au tracé. 
La route entre à Chattanooga et traverse la ville d'ouest en est. Elle forme un court multiplex avec l'I-75 et la longe ensuite jusqu'à Cleveland. Dans cette ville, elle rencontre la US 74 et les deux routes se joignent vers l'est en passant par Ocoee et Ducktown avant d'atteindre la frontière avec la Caroline du Nord.

### Caroline du Nord
La US 64 entre en Caroline du Nord à l'ouest de Murphy. Elle passe par les villes de Murphy, Hayesville et Franklin, vers l'est. Entre Franklin et Highlands, la route se dirige vers le sud-est dans un tracé très sinueux et étroit. La route se poursuit alors vers Rosman sur un tracé un peu moins sineueux. La route se dirige ensuite vers le nord-est et passe par Brevard, Hendersonville, Rutherfordton, Morganton et Lenoir. Dans cette ville, elle bifurque vers l'est pour atteindre Statesville, Lexington, Asheboro, Siler City, Pittsboro et Cary. Elle atteint le sud-ouest de Raleigh et forme un multiplex avec la US 1 vers le nord-est. 
À la jonction avec l'I-40 / I-440, la US 64 se joint à l'I-40 au sud de Raleigh. Elle continue sur un court segment avec l'I-440 jusqu'à la jonction avec l'I-87. Elle rejoint cette autoroute ainsi que la US 264 jusqu'à Zebulon, où l'I-87 prend temporairement fin et que la US 64 et la US 264 se séparent. La US 64 continue vers le nord-est et se rend à Rocky Mount, où elle bifurque vers l'est, Tarboro, Williamston, Plymouth et Manteo. La US 64 permet d'atteindre les Outer Banks et prend fin à Nags Head, là où elle rencontre la US 158 et la NC 12.
La US 64 parcourt 563 miles (906 km) depuis la frontière ouest de l'état jusqu'aux Outer Banks. C'est la plus longue route numérotée de l'état.

## Intersections majeures
Arizona
 US 160 à Teec Nos Pos
Nouveau-Mexique
 US 491 à Shiprock. Les routes forment un multiplex dans la ville.
 US 550 à Bloomfield. Les routes forment un multiplex dans la ville.
 US 84 à l'est de Monero. Les routes forment un multiplex jusqu'au sud-ouest de Tierra Amarilla.
 US 285 à Tres Piedras
 I-25 / US 85 au sud de Raton. Les routes forment un multiplex jusqu'à Raton.
 I-25 / US 85 / US 87 à Raton. La US 64 / US 87 forment un multiplex jusqu'à Clayton.
 US 56 / US 412 à Clayton. La US 56 / US 64 forment un multiplex jusqu'au nord-est de Boise City, Oklahoma. La US 64 / US 412 forment un multiplex jusqu'à Guymon, Oklahoma.
Oklahoma
 US 385 au sud-ouest de Boise City. Les routes forment un multiplex jusqu'à Boise City.
 US 287 à l'est de Boise City
 US 54 à Guymon. Les routes forment un multiplex jusqu'à Hooker.
 US 83 à Turpin. Les routes forment un multiplex jusqu'au nord de Turpin.
 US 270 au nord de Turpin. Les routes forment un multiplex jusqu'à Forgan.
 US 283 au nord-ouest de Rosston. Les routes forment un multiplex jusqu'à l'est de Rosston.
 US 183 à Buffalo. Les routes forment un multiplex jusqu'au nord-est de Buffalo.
 US 281 à Alva. Les routes forment un multiplex dans la ville.
 US 60 / US 81 à l'ouest de Pond Creek. Les routes forment un multiplex jusqu'aux limites entre Enid et North Enid.
 US 412 à Enid. Les routes forment un multiplex jusqu'au nord-ouest de Perry.
 I-35 au nord-ouest de Perry. Les routes forment un multiplex jusqu'à Perry.
 US 77 à Perry. Les routes forment un multiplex dans la ville.
 US 177 à l'ouest de Morrison
 US 412 à l'est de Morrison
 US 412 à Westport. Les routes forment un multiplex jusqu'à Tulsa.
 I-244 à Tulsa. Les routes forment un multiplex dans la ville.
 I-444 / US 75 à Tulsa. Les routes forment un multiplex dans la ville.
 I-44 à Tulsa
 US 169 à Tulsa. Les routes forment un multiplex dans la ville.
 US 62 au nord de Boynton. Les routes forment un multiplex jusqu'à Muskogee.
 US 69 à Muskogee. Les routes forment un multiplex dans la ville.
 US 266 à Warner
 US 59 à Sallisaw. Les routes forment un multiplex dans la ville.
 I-40 à Sallisaw
 I-40 au sud-ouest de Roland
Arkansas
 I-540 / US 71 à Van Buren
 I-40 à Clarksville
 I-40 à Lamar
 I-40 à London
 I-40 / US 65 à Conway
 Future I-57 / US 67 / US 167 à Beebe. Les routes forment un multiplex jusqu'à Bald Knob.
 US 49 à Fair Oaks
 I-55 / US 61 / US 63 à Marion. L'I-55 / US 61 / US 64 forment un multiplex jusqu'à Memphis, Tennessee. La US 63 / US 64 forment un multiplex jusqu'à West Memphis.
 I-40 / US 79 à West Memphis. L'I-40 / US 64 forment un multiplex dans la ville. La US 64 / US 79 forment un multiplex jusqu'aux limites entre Memphis et Bartlett, Tennessee.
 US 70 à West Memphis. Les routes forment un multiplex jusqu'aux limites entre Memphis et Bartlett, Tennessee.
Tennessee
 US 78 à Memphis
 US 51 à Memphis. Les routes forment un multiplex dans la ville.
 I-240 à Memphis
 US 72 à Memphis
 I-40 à Memphis
 I-40 aux limites entre Memphis et Bartlett
 I-269 à Eads
 US 45 à Selmer. Les routes forment un multiplex dans la ville.
 US 43 à Lawrenceburg
 US 31 à Pulaski
 I-65 à l'ouest de Frankewing
 US 231 / US 431 à Fayetteville. La US 64 / US 231 forment un multiplex dans la ville.
 US 41A à Winchester
 I-24 au sud-ouest de Pelham. Les routes forment un multiplex jusqu'à Kimball.
 US 72 à Kimball. Les routes forment un multiplex jusqu'à Chattanooga.
 US 41 à Jasper. Les routes forment un multiplex jusqu'à Chattanooga.
 I-24 à Chattanooga
 US 11 à Chattanooga. Les routes forment un multiplex jusqu'à Cleveland.
 US 27 à Chattanooga
 I-24 à Chattanooga
 US 41 / US 76 à Chattanooga. Les routes forment un multiplex dans la ville.
 I-75 à Chattanooga. Les routes forment un multiplex jusqu'au nord de Collegedale.
 US 74 à East Cleveland. Les routes forment un multiplex jusqu'à Murphy, Caroline du Nord.
 US 411 à Ocoee
Caroline du Nord
 US 19 / US 129 au sud-ouest de Murphy. Les routes forment un multiplex jusqu'à Murphy.
 US 23 / US 441 à Franklin. Les routes forment un multiplex jusqu'au sud-est de Franklin.
 US 178 au nord-ouest de Rosman
 US 276 à Brevard. Les routes forment un multiplex dans la ville.
 I-26 / US 25 / US 74 à Hendersonville
 US 221 à Rutherfordton
 I-40 à Morganton
 US 70 à Morganton. Les routes forment un multiplex dans la ville.
 US 321 à Lenoir
 I-40 à Statesville
 US 70 à Statesville
 US 21 à Statesville. Les routes forment un multiplex dans la ville.
 I-40 à Statesville
 I-40 à l'est de Statesville
 I-40 au nord-ouest de Mocksville
 US 601 à Mocksville. Les routes forment un multiplex dans la ville.
 US 158 à Mocksville
 I-285 / US 52 à Lexington
 US 29 / US 70 à Lexington. Les routes forment un multiplex dans la ville.
 I-85 au sud-est de Lexington
 I-73 / I-74 / US 220 à Asheboro
 US 421 à Siler City
 US 15 / US 501 au nord de Pittsboro
 Future I-540 à Apex
 US 1 à Cary. Les routes forment un multiplex jusqu'à Raleigh.
 I-40 / I-440 à Raleigh. L'I-40 / US 64 forment un multiplex dans la ville.
 US 70 / US 401 à Raleigh
 I-440 à Raleigh. Les routes forment un multiplex dans la ville.
 I-87 / US 264 à Raleigh. L'I-87 / US 64 forment un multiplex jusqu'à Knightdale. La US 64 / US 264 forment un multiplex jusqu'à Zebulon.
 I-540 à Knightdale
 I-95 à Rocky Mount
 US 301 à Rocky Mount
 US 258 à Tarboro. Les routes forment un multiplex jusqu'à Princeville.
 US 13 au nord de Bethel. Les routes forment un multiplex jusqu'à Williamston.
 US 17 au sud de Williamston. Les routes forment un multiplex au sud de Williamston.
 US 264 au sud-ouest de Manns Harbor
 US 158 / NC 12 à Nags Head

## Routes auxiliaires
- US 264, route ouest-est reliant Raleigh à Manns Harbor, en Caroline du Nord. Une partie de son tracé deviendra l'I-87 et l'I-587.